# Сульфат таллия(III)
Сульфат таллия(III) — неорганическое соединение, соль металла таллия и серной кислоты с формулой Tl2(SO4)3, бесцветные кристаллы, гидролизуется водой, образует кристаллогидраты.

## Получение
- Нейтрализация избытком серной кислоты гидроксида таллия(III):

{\displaystyle {\mathsf {2Tl(OH)_{3}+3H_{2}SO_{4}\ {\xrightarrow {}}\ Tl_{2}(SO_{4})_{3}+6H_{2}O}}}

## Физические свойства
Сульфат таллия(III) образует бесцветные кристаллы.
Полностью гидролизуется в водных растворах.
Из подкисленных растворов выделяется кристаллогидрат Tl2(SO4)3 · 7H2O, который теряет воду при 220 °С.
Из сильнокислых растворов выделяется кристаллогидрат кислой соли TlH(SO4)2 · 4H2O.

## Применение
- В качестве яда для крыс.